# Semih Şentürk
Semih Şentürk (Esmirna, Turquía, 29 de abril de 1983) es un exfutbolista turco que jugaba de delantero.

## Trayectoria
Şentürk empezó su carrera profesional en el Fenerbahçe SK. Para que el jugador pudiera disfrutar de minutos el equipo decidió cederlo al İzmirspor. A su regreso al Fenerbahçe, Şentürk empezó a jugar con más regularidad. Con este club conquistó cuatro Ligas y dos Supercopas de Turquía. Además, fue el máximo goleador del campeonato en la temporada 2007-08 con 17 goles.

## Selección nacional
Fue internacional con la selección de fútbol de Turquía en 28 ocasiones. Fue convocado para participar en la Eurocopa 2008. En esta competición, Turquía alcanzó las semifinales, Semih Şentürk disputó cinco encuentros y marcó tres goles. Se convirtió en uno de los máximos anotadores del campeonato, a un solo tanto del máximo goleador David Villa.

## Clubes
| Club                   | País    | Año       |
| ---------------------- | ------- | --------- |
| Fenerbahçe S. K.       | Turquía | 2001-2013 |
| İzmirspor (cedido)     | Turquía | 2001-2002 |
| Antalyaspor            | Turquía | 2014      |
| Estambul Başakşehir FK | Turquía | 2014-2016 |
| Eskişehirspor          | Turquía | 2016-2018 |

## Palmarés

### Campeonatos nacionales
| Título               | Club             | País    | Año  |
| -------------------- | ---------------- | ------- | ---- |
| Superliga de Turquía | Fenerbahçe S. K. | Turquía | 2001 |
| Superliga de Turquía | Fenerbahçe S. K. | Turquía | 2004 |
| Superliga de Turquía | Fenerbahçe S. K. | Turquía | 2005 |
| Superliga de Turquía | Fenerbahçe S. K. | Turquía | 2007 |
| Supercopa de Turquía | Fenerbahçe S. K. | Turquía | 2007 |
| Supercopa de Turquía | Fenerbahçe S. K. | Turquía | 2009 |

## Distinciones individuales
| Distinción                                 | Año  |
| ------------------------------------------ | ---- |
| Máximo goleador de la Superliga de Turquía | 2008 |